# Killer Nunatak
Killer Nunatak är en nunatak i Antarktis. Den ligger i Östantarktis. Nya Zeeland gör anspråk på området. Toppen på Killer Nunatak är 2 080 meter över havet, eller 230 meter över den omgivande terrängen. Bredden vid basen är 12,3 km.
Terrängen runt Killer Nunatak är platt åt sydväst, men åt nordost är den kuperad. Killer Nunatak är den högsta punkten i trakten. Trakten är obefolkad. Det finns inga samhällen i närheten. 